# Ermita de Santa María de Tiermes
La ermita de Santa María de Tiermes es un templo católico de estilo románico situado junto al yacimiento arqueológico de Tiermes, en la provincia española de Soria. Se trata de un edificio de planta rectangular con ábside semicircular en su cabecera. Tiene una sola nave y dispone de galería porticada en el lado sur. Fue construida en el siglo XII. 

## Historia

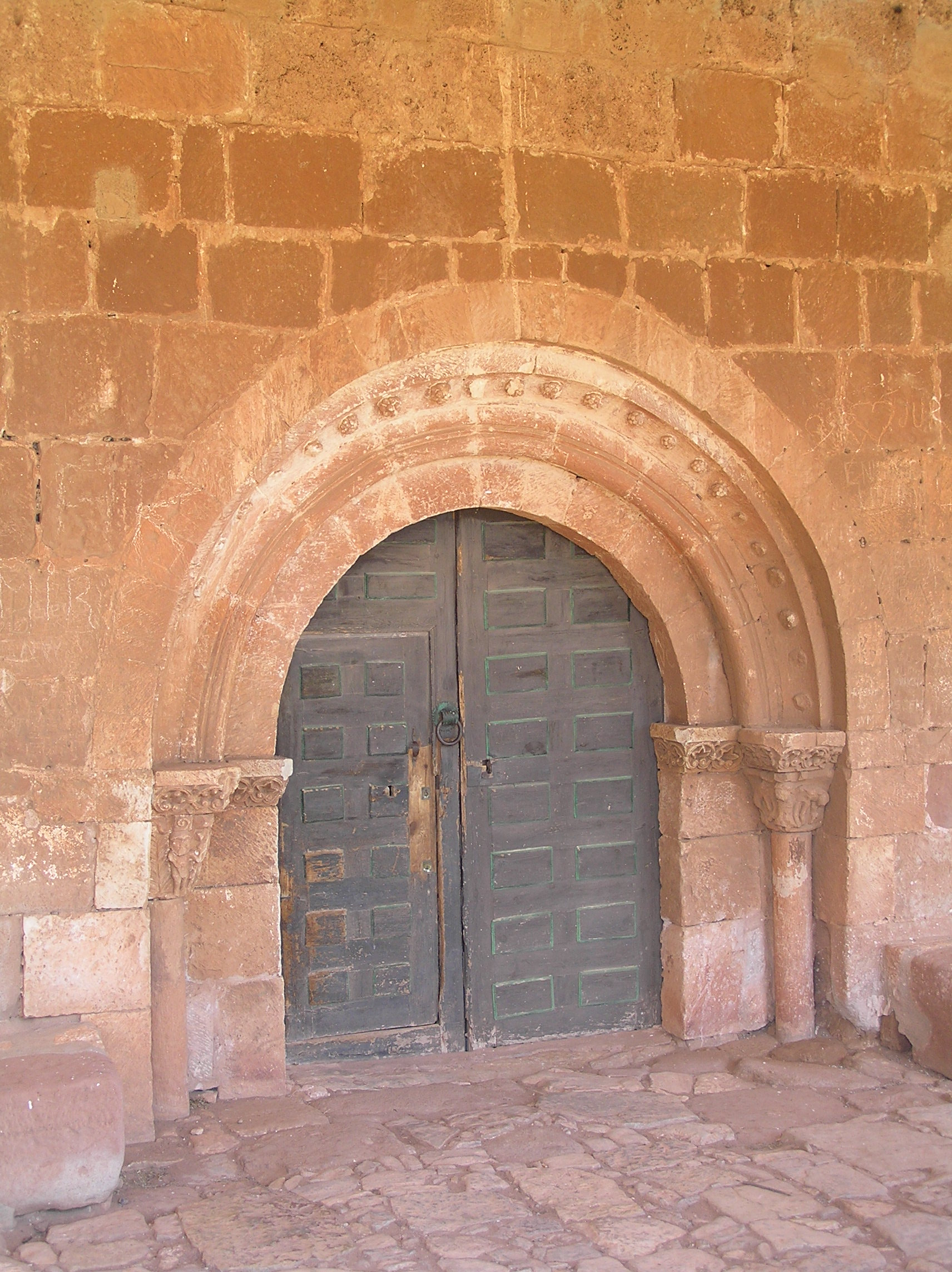
Puerta de acceso de la ermita de Santa María de Tiermes.

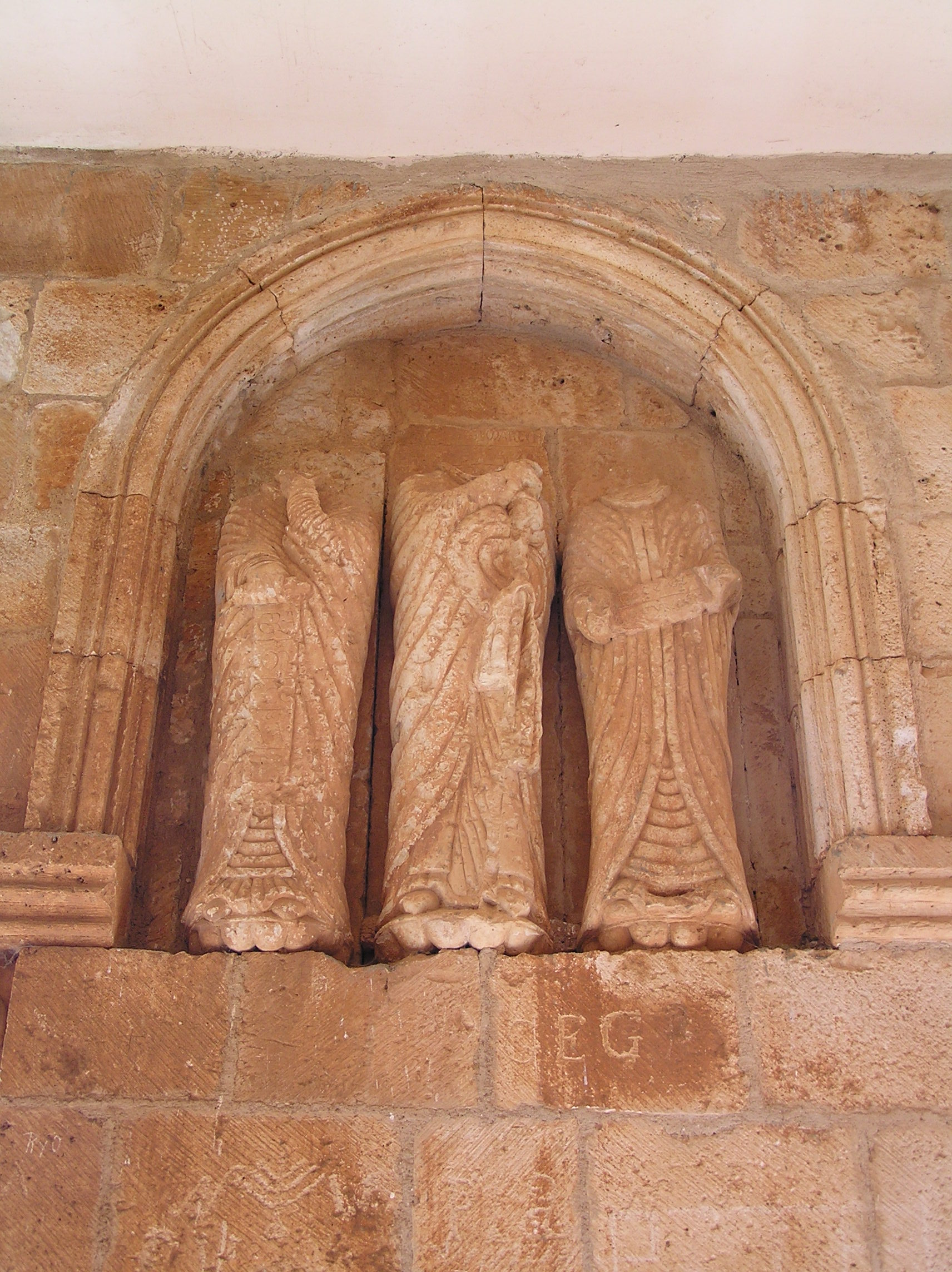
Hornacina en la fachada sur.

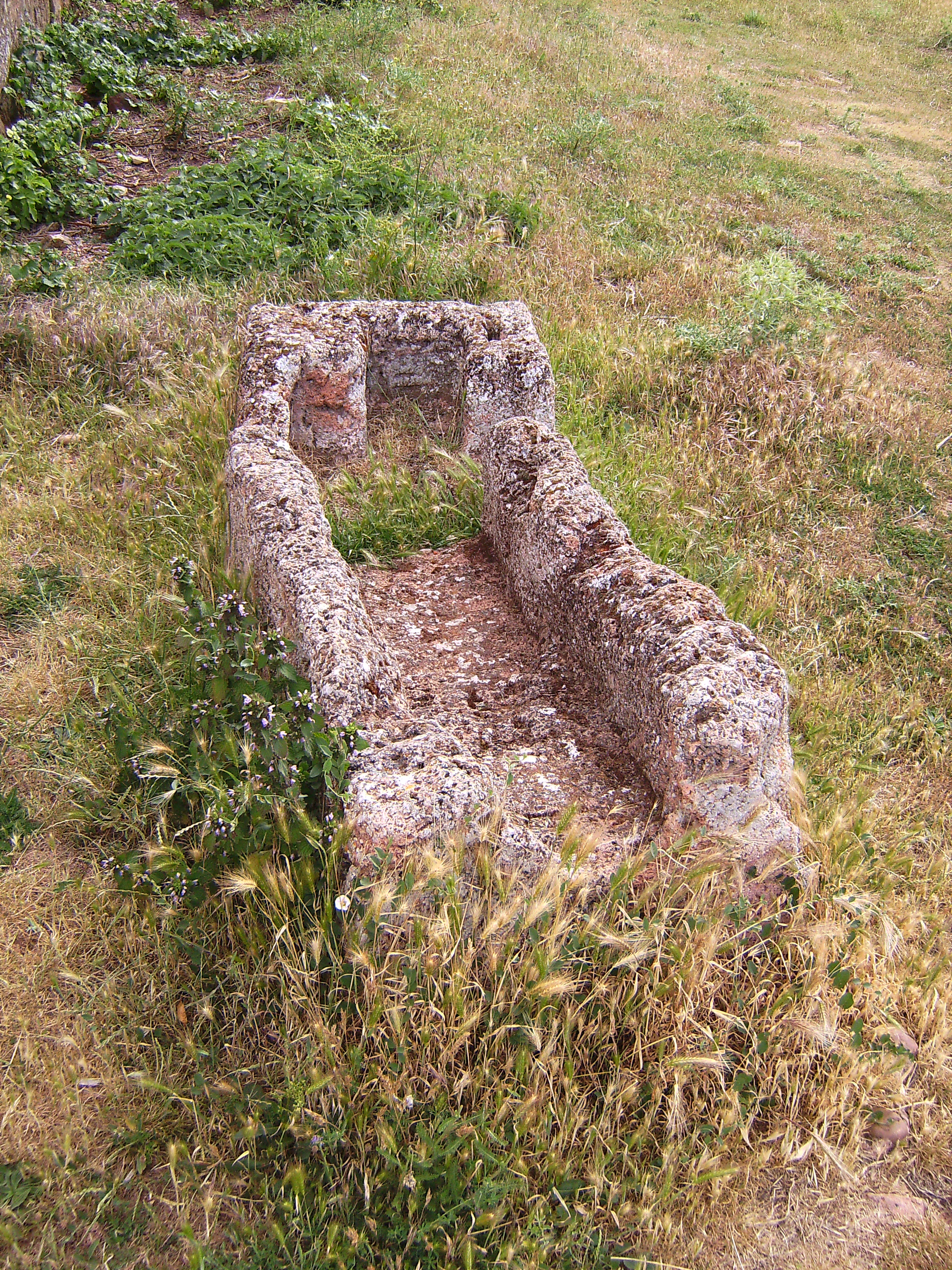
Sarcófago del cementerio medieval situado junto a la ermita.

No hay datos acerca del mantenimiento del poblamiento de Tiermes durante la época musulmana. Durante el siglo XII se construyó una iglesia de estilo románico y un monasterio, si bien el poblamiento de Tiermes perdió su importancia frente al núcleo de Caracena, constituido en sede de la comunidad de villa y tierra. Se desconoce la fecha exacta de construcción de la iglesia, si bien existe una inscripción con la fecha de 1182 y el nombre de Domingo Martín. No se sabe si se refiere a la construcción de la iglesia, a la del pórtico o a la ejecución de alguna de las obras escultóricas. Durante el siglo XVI, la zona se despobló y la iglesia se transformó en una ermita bajo la advocación de Santa María de Tiermes.
En la actualidad se conserva el culto durante la época veraniega. Existen también dos romerías, celebrada la primera el tercer domingo de mayo y la segunda el 12 de octubre, en conmemoración de las costumbres campesinas de asegurar las cosechas y en acción de gracias por los resultados de la misma.

## Descripción
La ermita dispone de una única nave en cuya cabecera se encuentra un ábside semicircular. Dispone de un pequeño presbiterio. Los muros son de sillería. El resultado es una iglesia de tamaño superior a las edificaciones románicas contemporáneas del campo soriano. En el lado sur encuentra una galería porticada. La puerta de acceso se encuentra también en la fachada sur, protegida por el pórtico. La puerta dispone de arquivoltas de medio punto que se apoyan en columnas. En el capitel izquierdo se encuentran representados Adán y Eva y la serpiente, en tanto que en el derecho aparecen dos cuadrúpedos y un individuo con turbante.
La galería porticada tiene cinco vanos. Tiene dos accesos, uno por el sur, a través del vano central (el cual no se encuentra alineado con la puerta de acceso a la nave), y otro por el este. Los vanos son arcos de medio punto que descansan sobre columnas geminadas, las cuales se apoyan en un podio. Se encuentran separados por machones. 
Los capiteles, en número de doce, son, junto con la decoración escultórica de la fachada sur, lo más reseñable del conjunto. En ellos, se encuentran representados temas habituales de la iconografía del románico, como motivos vegetales y geométricos (como un motivo de encestado o nido de abeja proveniente del monasterio de Silos), animales fabulosos, como sirenas, grifos y centauros, y escenas bíblicas, bélicas o de caza. Una imposta biselada discurre por toda la galería y se integra con los cimacios de los capiteles. Existe la hipótesis de que el pórtico fue desmontado y vuelto a montar en algún momento de la Edad Moderna. Un capitel que perteneció a la ermita está actualmente en el Museo de la Catedral de El Burgo de Osma.
Dentro de una hornacina, en la fachada sur y también en el interior del pórtico, se encuentran tres esculturas que portan cartelas con una inscripción en latín que se traduce como «Dad y se os dará. Domingo Martín me hizo. Año de 1182».
Desde la época visigoda, la zona fue escenario de enterramientos. A partir del siglo XI y hasta el XV, la zona de enterramientos se trasladó al exterior del templo. Se trataba de tumbas orientadas de oeste (cabecera) a este (pies), de lajas o utilizando sarcófagos.